# Jedlina (Klášterec nad Orlicí)
Jedlina (německy Tannbusch) je osada, část obce Klášterec nad Orlicí v okrese Ústí nad Orlicí. Nachází se asi 1,5 kilometru východně od Klášterce nad Orlicí. Jedlina leží v katastrálním území Klášterec nad Orlicí o výměře 17,91 km².

## Historie
První písemná zmínka o vesnici pochází z roku 1705. Jedlina vznikla jako osada lesních dělníků určených k práci ve vrchnostenských lesích. Její jméno bylo pravděpodobně odvozeno od kdysi zde stojícího velkého jedlového lesa.